# 大導寺信輔の半生
『大導寺信輔の半生』（だいどうじしんすけのはんせい）は、芥川龍之介の短編小説。1925年（大正14年）1月に『中央公論』にて発表されたが、未完となった。芥川の晩年の作品で、年齢を重ねたことによって作品に厚みを与えたと菊池寛に評価された。
副題にあるとおり、大導寺信輔という少年の物語というよりは「精神的風景画」が6章ものされている。本編最後の「附記」によれば「あと三四倍は続けるつもりで」あったとされており、実際に「空虚」と「厭世主義」という二つの章が書かれているが、後者の途中で筆が切れて未完となった。
本作は芥川の半自伝小説と言えるが、小説の主人公は養子には出されていないなど相違している部分も多く、この事実との置き換えのために筆が止まったと心理学者岸田秀は『芥川龍之介論　シニシズムの破綻』の中で分析している。未完になった本作ののちにも、芥川は『点鬼簿』、遺稿となった『或阿呆の一生』とふたつの自伝的小説を執筆している。